# 2,4,6-trichlooranisol
2,4,6-trichlooranisol of 1,3,5-trichloor-2-methoxy-benzeen is een organische verbinding die de voornaamste oorzaak is van de muffe smaak van bedorven wijn. Er wordt dan gesproken over "de wijn heeft kurk". De stof wordt gevormd door de inwerking van schimmels op chloorfenolen. Deze kunnen afkomstig zijn van bestrijdingsmiddelen waarmee de bomen zijn behandeld waarvan de kurk afkomstig is, maar ook van chloorverbindingen die traditioneel gebruikt werden als ontsmettingsmiddel bij de productie van de flessenkurken. Het gebruik van chloor is echter sedert 1996 verboden en de kurkfabrikanten zijn voortijdig overgeschakeld op andere methoden voor de ontsmetting van kurk, bijvoorbeeld door gebruik te maken van ozon, peroxiden of grote magnetrons. Het bestaan van 2,4,6-trichlooranisol heeft de kurkstopper reputatieschade toegebracht en daarom werden wijnflessen vanaf ca 1995 meer voorzien van afsluitingen van kunststof of een schroefdop. De kurkindustrie had een monopoliepositie en heeft een verandering noodzakelijk geacht. De nieuwe methoden van schoonmaken van kurkprodukten heeft geleid tot een minimalisering van TCA-besmettingen.